# Complexo do São Carlos
O Complexo do São Carlos é um conjunto de favelas na região central do Rio de Janeiro, nos bairros do Estácio e Catumbi. Compreende as favelas de São Carlos, Mineira, Zinco, Querosene e Laura. Em 17 de maio de 2011 a comunidade passou a ser atendida pela 17° UPP.